# Pontiac Firebird
Pontiac Firebird — автомобіль, що випускався концерном General Motors з 1967 по 2002 роки. Firebird був представлений на ринок в тому ж році, що й схожа з ним модель Chevrolet Camaro. Обидва ці автомобілі створені на одній базі Pony Car і мають великий список взаємозамінних вузлів і агрегатів. У тому ж році був представлений також і Mercury Cougar.
На ці автомобілі здебільшого встановлювалися двигуни типу V8, вироблювані різними підрозділами концерну GM. В більшості своїй, двигуни для Firebird виготовляв підрозділ Pontiac до 1977 року, ці автомобілі наділялися двигунами з багатьох заводів. З 1982 року було прийнято рішення встановлювати виключно двигуни виробництва GM.
Автомобіль Pontiac Firebird доступний у кузові купе і кабріолет та трьох моделях: Firebird, Formula і Trans Am. До бази автомобіля 2002 року випуску входили: антена з електроприводом, автоматичні дверні замки, вікна з електроприводом, кондиціонер, круїз-контроль, електричний розморожувач заднього вікна, протитуманні фари, функція дистанційного відкривання дверей багажного відділення, AM/FM аудіосистема з CD-програвачем, задній спойлер та гідропідсилювач керма. Модель Formula 2002 року постачалась з центральним замком із брелоком, водійським сидінням з шістьма режимами налаштування, системою проти крадіжок, продуктивною підвіскою та звуковою системою Monsoon CD на десять динаміків. Модель купе Trans Am отримала спеціальний спойлер та шкіряні сидіння.
Купе і кабріолет Firebird оснащені 3,8-літровим V6 двигуном. Купе стандартно дісталась п’ятиступінчаста механічна коробка. Автоматична чотириступінчаста коробка представлена як опція. Кабріолет стандартно постачається з автоматичною. Купе Formula та Trans Am отримали 5,7-літровий V8 двигун та чотириступінчасту автоматичну коробку передач. З 3,8-літровим V6 на 200 кінських сил купе розганяється за 7,8 секунди. Витрата пального перебуває на рівні 10,2 л/100 км для купе та 10,8 л/100 км для кабріолета. Потужний 5,7-літровий V8 пропонує 310 конячок. Купе та кабріолет розганяються з ним за 6,0 секунд. Витрата палива становить 10,7 л/100 км у купе та 10,4 л/100 км у кабріолеті. Привід у автомобілів на задні колеса.

## Перше покоління (1967—1969)

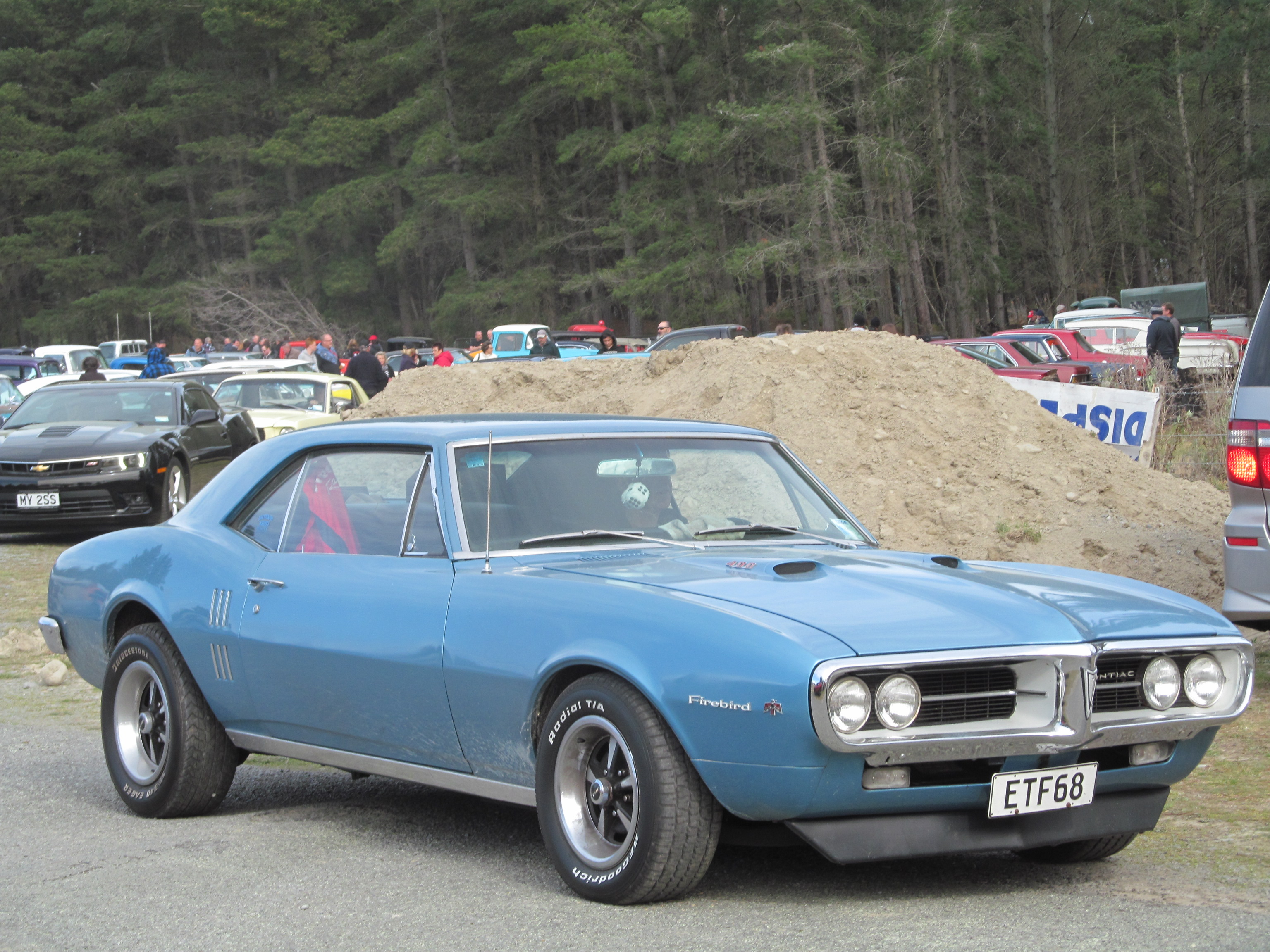
Pontiac Firebird I (1967—1969)

Дизайн першого покоління Firebird походив на пляшку «кока-коли». На відміну від Chevrolet Camaro, у Firebird бампера були інтегровані в дизайн передка, а задні «рубані» фари були запозичені з дизайну Pontiac GTO.

### Двигуни
- 3,8 L Pontiac SOHC I6
- 4,1 L Pontiac SOHC I6
- 5,3 L Pontiac V8
- 5,7 L Pontiac V8
- 6,6 L Pontiac V8

## Друге покоління (1970—1981)

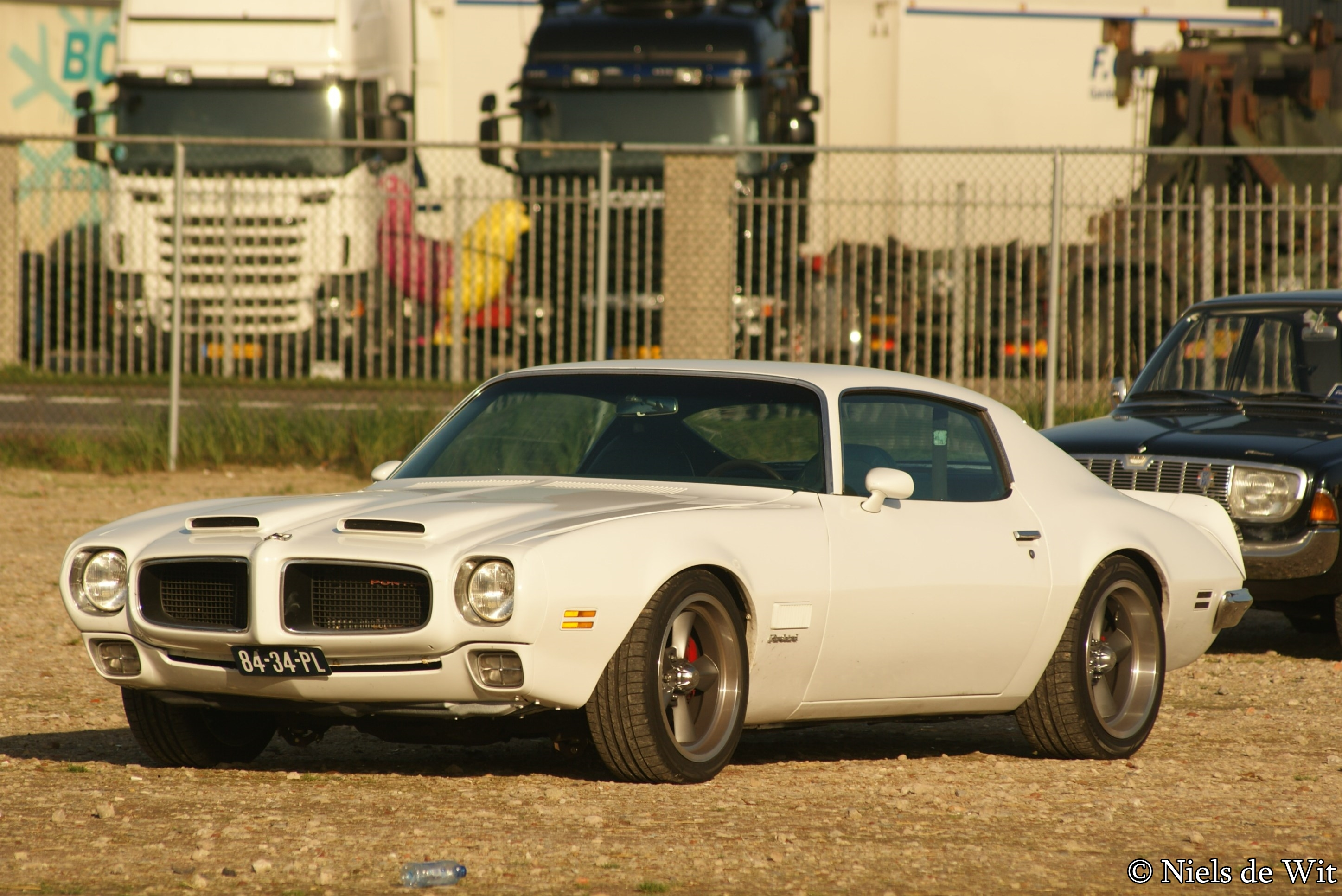
Pontiac Firebird II (1970—1976)

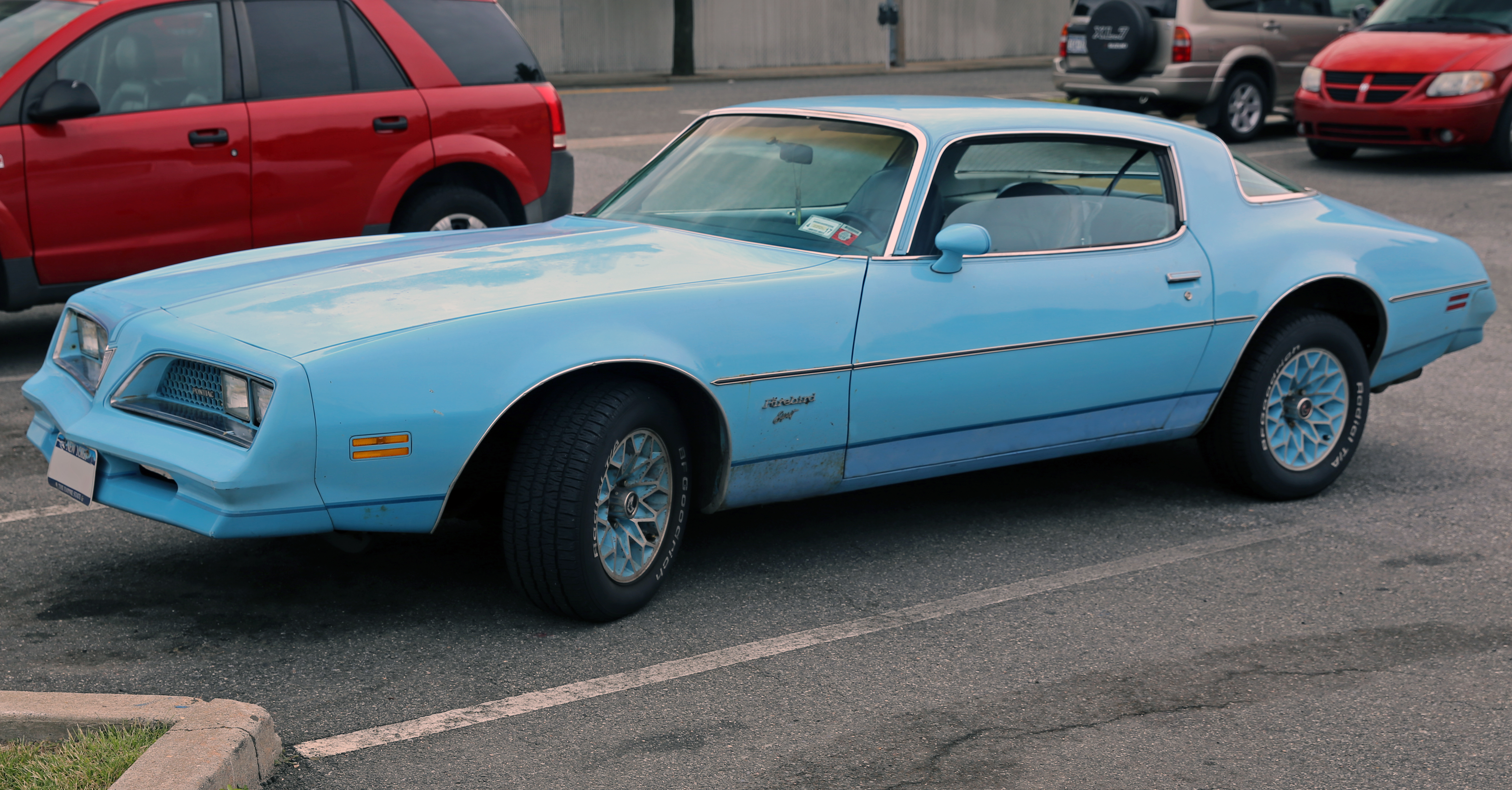
Pontiac Firebird II (1977—1978)

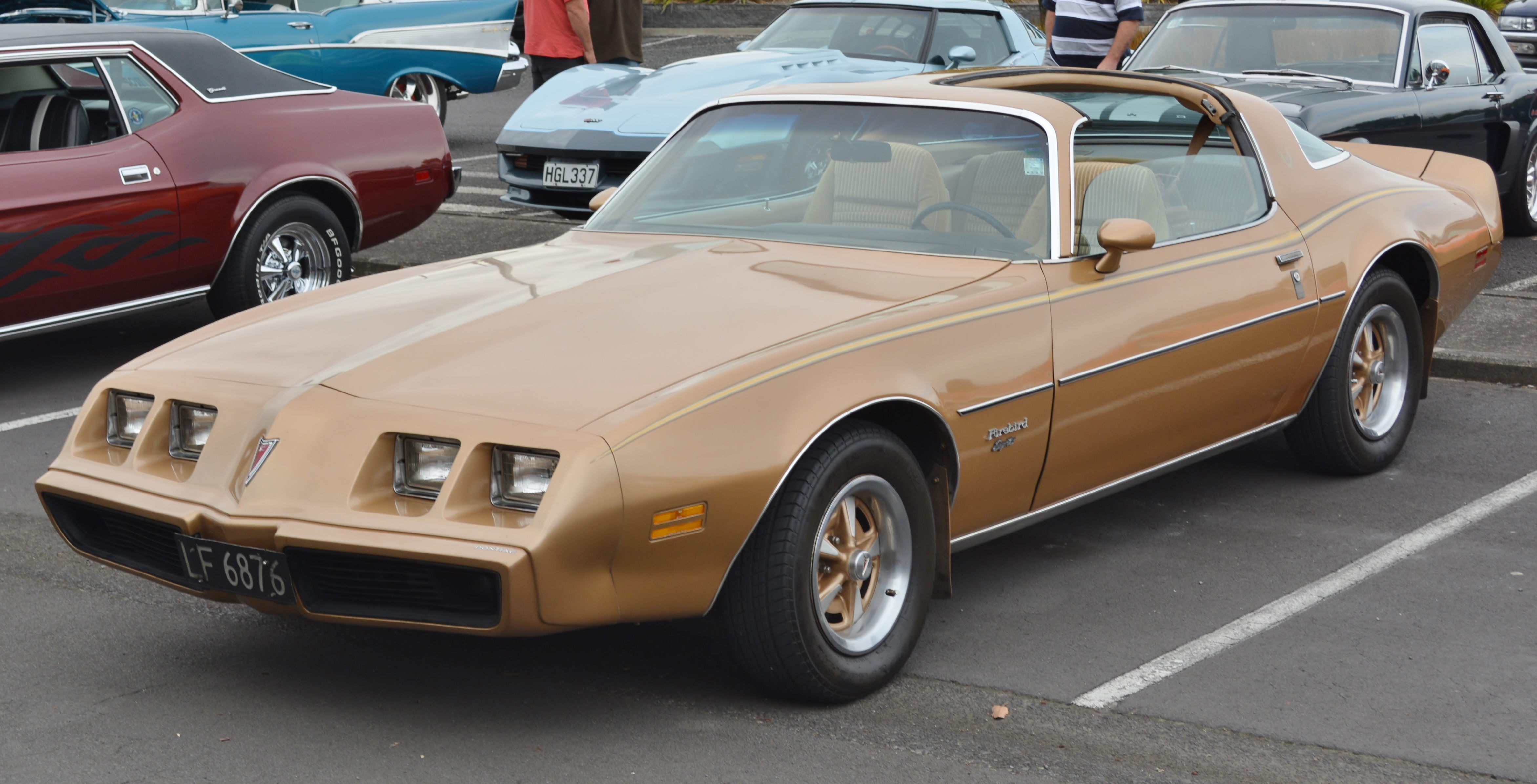
Pontiac Firebird II (1979—1981)

Випуск моделі 1970 року і початку другого покоління був затриманий до 26 Лютого 1970 внаслідок інженерних проблем, і найчастіше вона називається як 1970 ½ модельний рік, на початку ж 1970 року в продажу були автомобілі з трохи зміненою зовнішністю.

### Двигуни
- 231 cu in (3,8 L) Buick V6
- 250 cu in (4,1 L) Chevrolet I6
- 265 cu in (4,3 L) Pontiac V8
- 301 cu in (4,9 L) Pontiac V8
- 301 cu in (4,9 L) Pontiac turbo V8
- 305 cu in (5,0 L) Chevrolet LG3 V8
- 305 cu in (5,0 L) Chevrolet LG4 V8
- 350 cu in (5,7 L) Buick V8
- 350 cu in (5,7 L) Oldsmobile V8
- 350 cu in (5,7 L) Chevrolet V8
- 350 cu in (5,7 L) Pontiac V8
- 400 cu in (6,6 L) Pontiac V8
- 403 cu in (6,6 L) Oldsmobile V8
- 455 cu in (7,5 L) Pontiac V8

## Третє покоління (1982—1992)

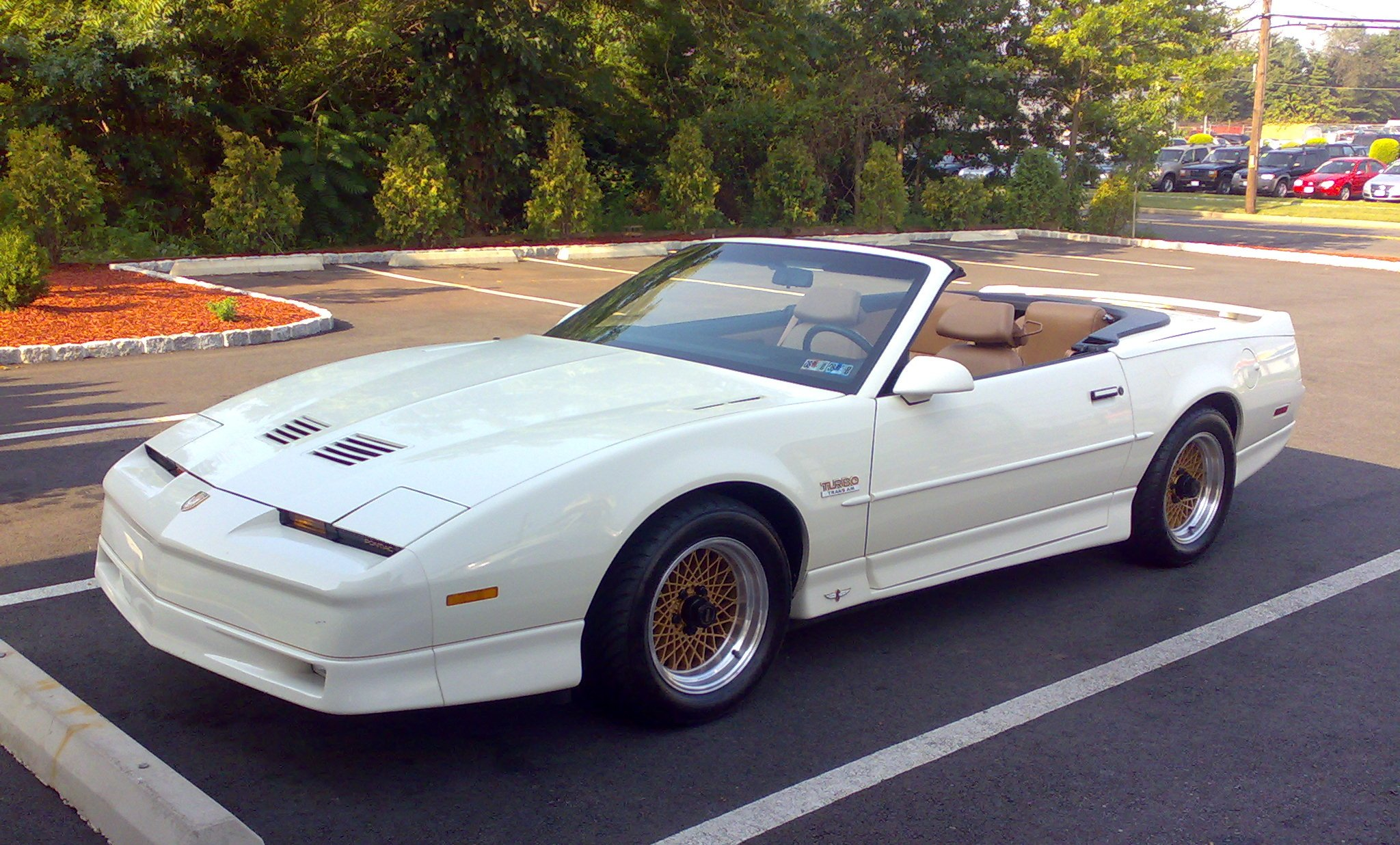
Pontiac Firebird III (1982—1992)

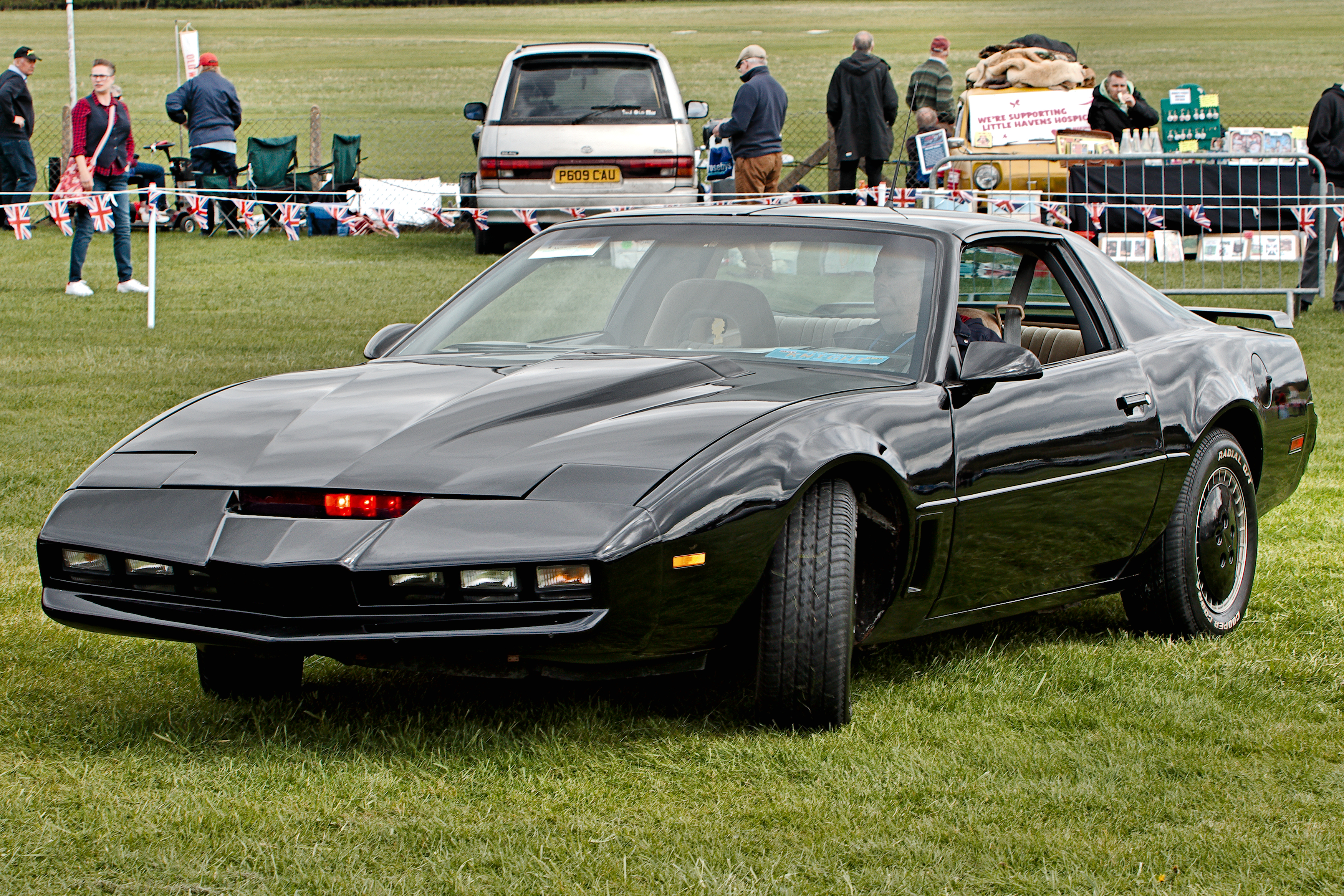
KITT

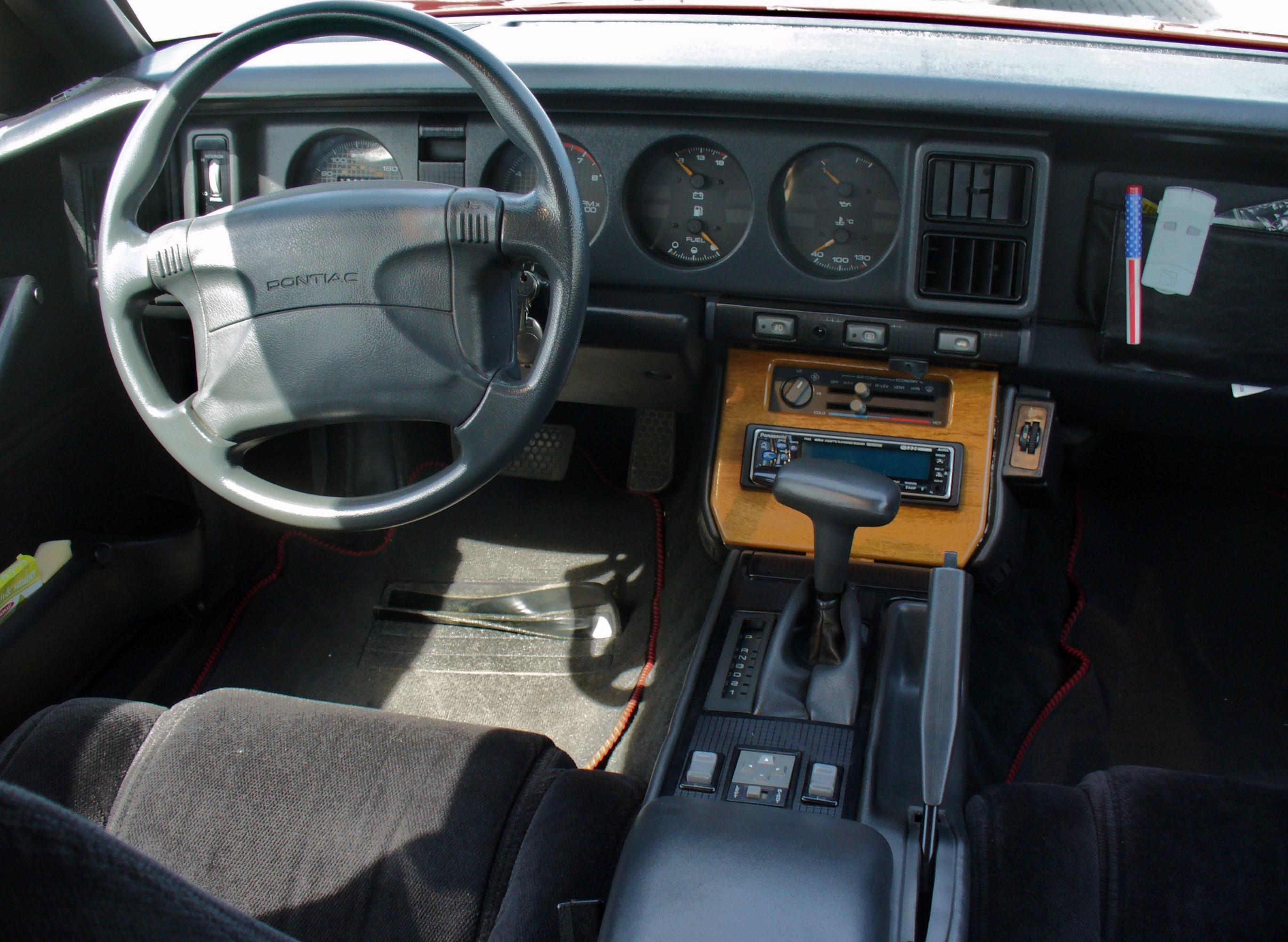

База F-body третього покоління важила порівняно менше своїх попередників і мала більш обтічний, аеродинамічний дизайн, який ідеально був реалізований в моделі Pontiac Firebird. Система CCC виробництва GM (Computer Command Control) комп'ютерного контролю двигуна також не стояла на місці, а розвивалася, одночасно збільшуючи потужність, економічність і знижуючи рівень шкідливих викидів. Всі ці фактори виявилися складовою успіху цієї моделі. Firebird третього покоління досі можна зустріти на дорогах в цілком прийнятному стані, вони дотепер користуються популярністю на вторинному ринку. Ці автомобілі широко використовуються на американському телебаченні, як у повнометражних фільмах, так і в серіалах. Так, чорний Trans Am став одним з головних героїв популярного в 80-х серіалу Лицар доріг. Також 1987 став першим роком, коли почали встановлювати двигун об'ємом 5,7 літра з системою «TPI» (Tuned Port Injection) формату V8 і потужністю 230 к.с., але цей двигун був доступний лише з модифікацією «Trim» з автоматичною коробкою передач TH-700R4.
У 1991 році, після рестайлінгу, Firebird отримав подовжену передню частину. Фари у автомобілів цього року в опущеному стані повністю закривалися бампером. 1992 рік — останній рік випуску «third generation». Було випущено (і продано) невелика кількість перфоменс модифікацій F-body. Більшість потенційних клієнтів очікували виходу наступного покоління. За традицією була створена обмежена серія під назвою Firehawk. Три останні машини (з 25), наприклад, мали модифікований двигун потужністю 375 к.с.

### Двигуни
- 2,5 L Pontiac I4
- 2,8 L GM 60° V6
- 3,1 L GM 60° V6
- 3,8 L Buick Turbo V6
- 5,0 L Chevrolet V8
- 5,7 L Chevrolet V8

## Четверте покоління (1993—2002)

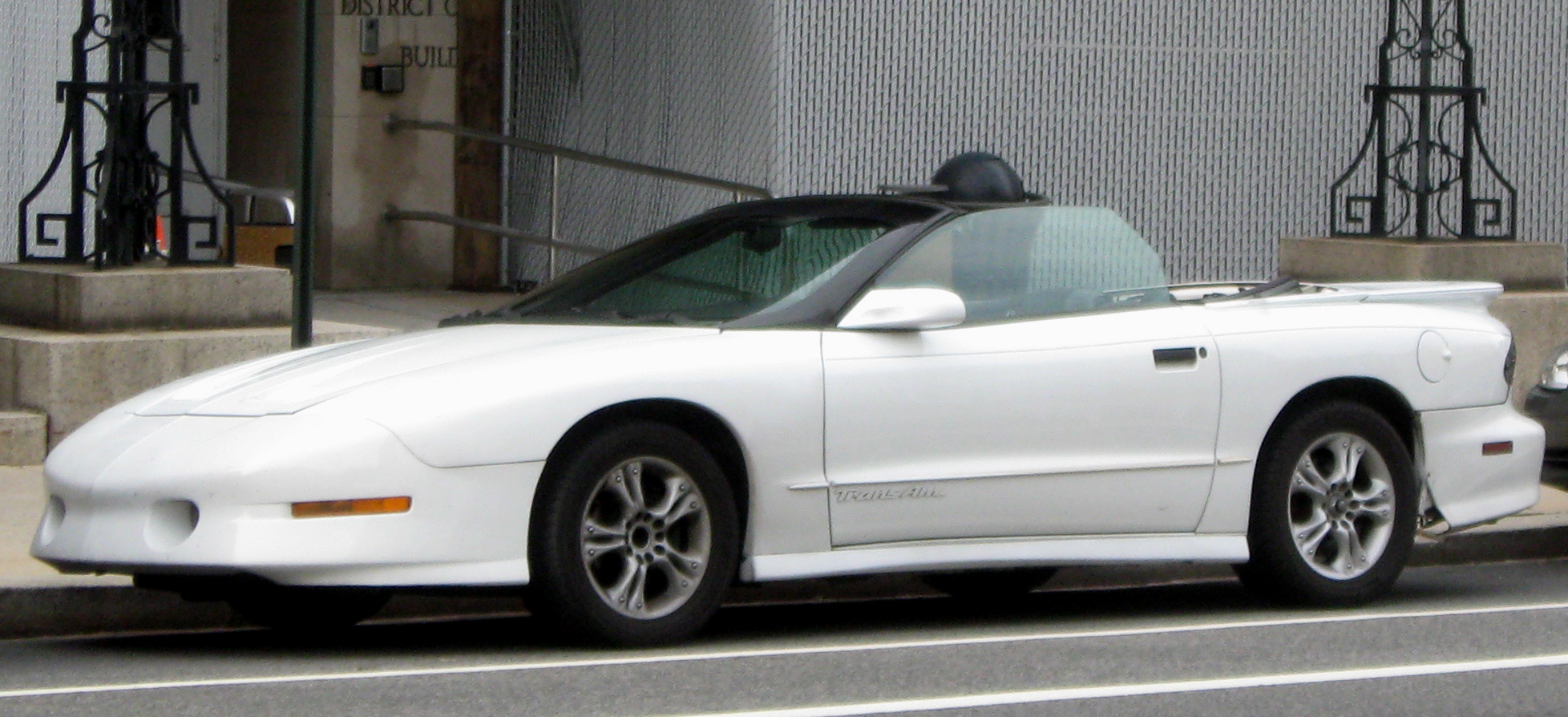
Pontiac Firebird IV (1993—2002)

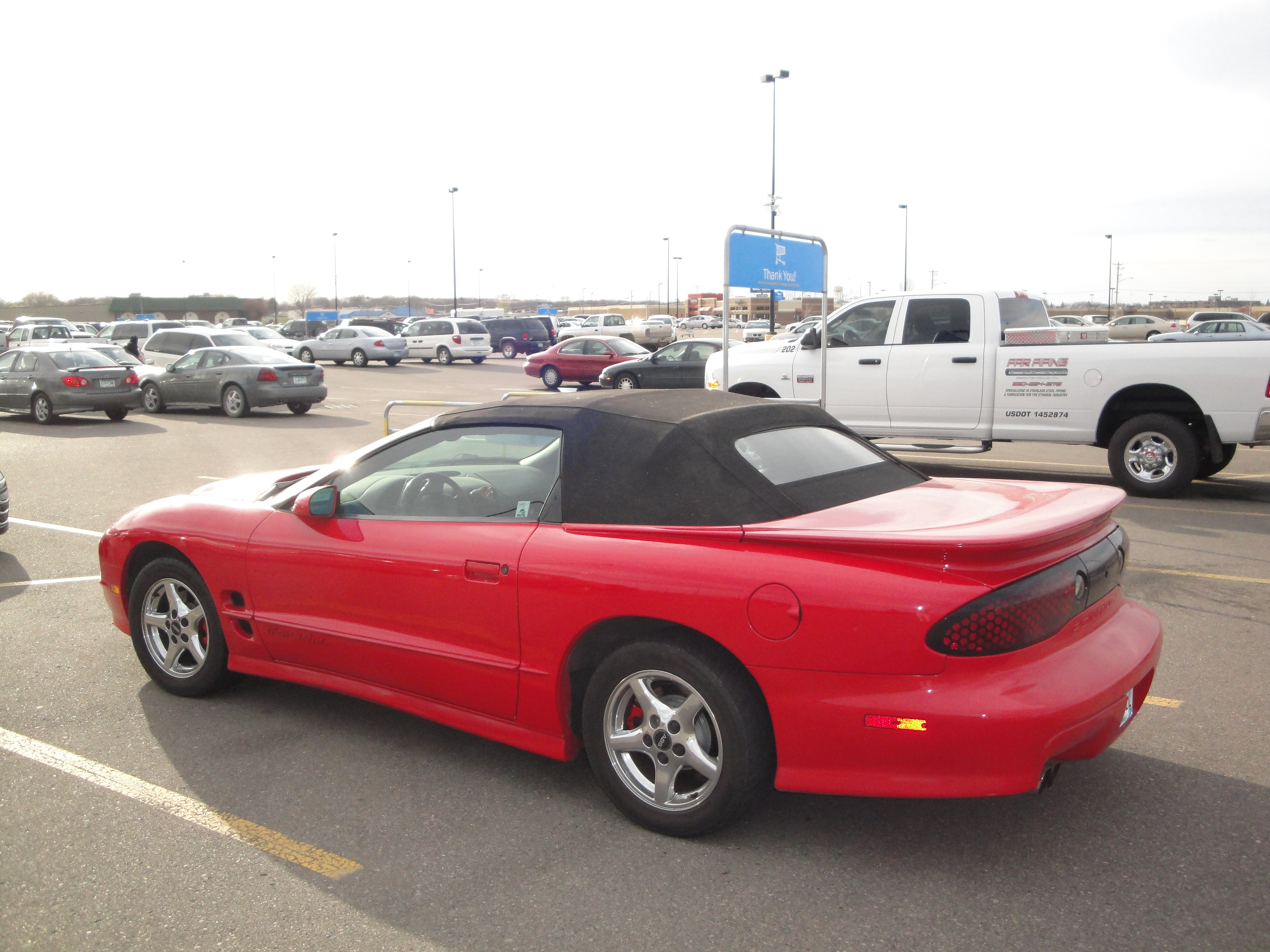
Pontiac Trans Am

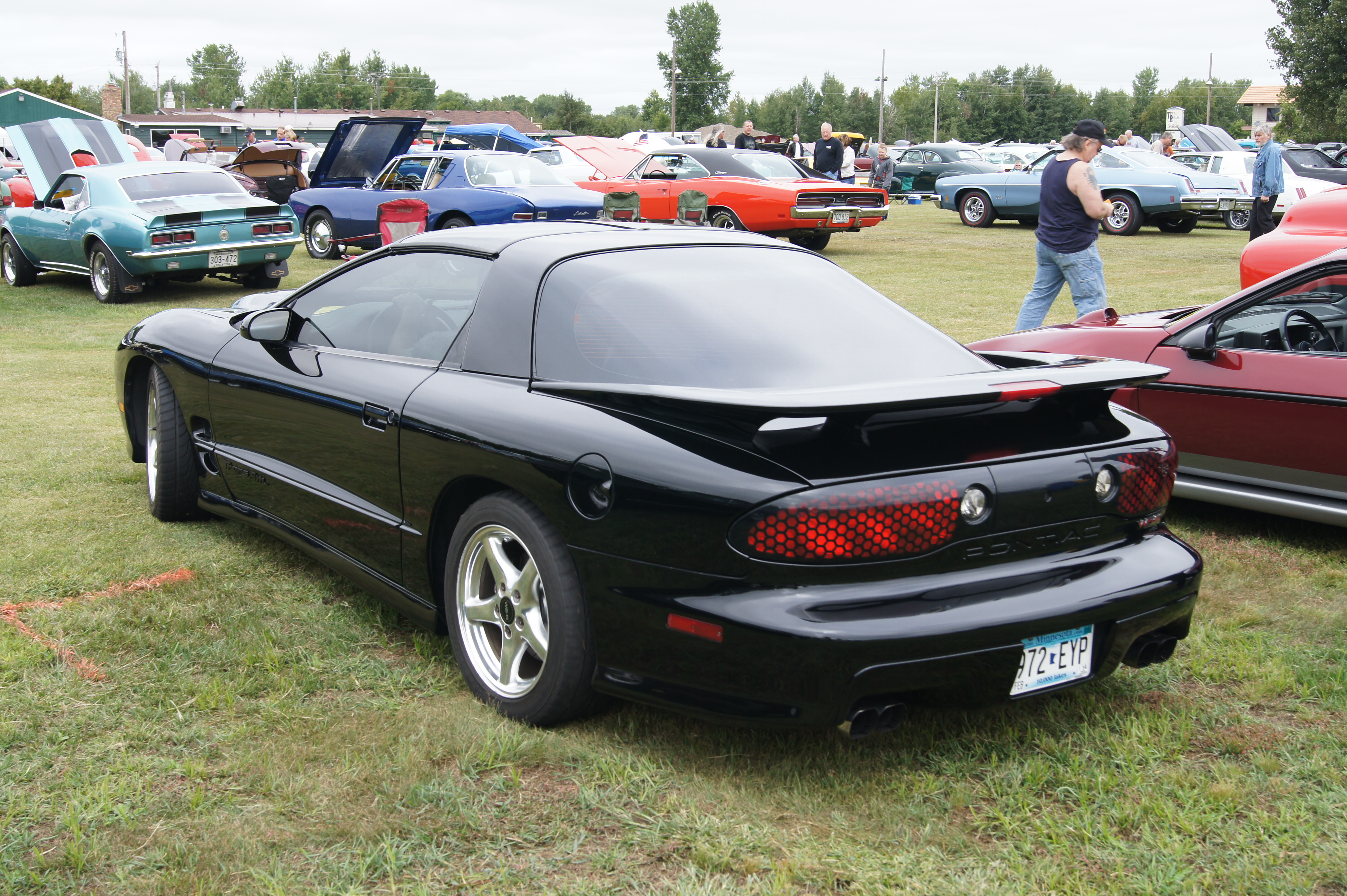
Pontiac Trans Am

Четверте покоління продовжило рухатися по наміченому попереднім поколінням шляху аеродинамічності і обтічності кузова, але через загальний спад попиту на подібні автомобілі не користувалося належним успіхом у покупців. Як і раніше, Camaro випускалася з зовнішніми фарами, а Firebird використовував «сліпий» варіант висувних фар, які зазнали мінімальні зміни. У загальному і цілому четверте покоління Firebird повніше відображало ідеї концепту «Banshee IV», ніж рестайлінг третього покоління 1991 року. Однак в ньому було втрачено те, що об'єднувало всі покоління автомобілів цієї марки — якась гострота і клиноподібність, яскраво проявлена дизайнерами в концепті «Banshee IV», що викликало невдоволення у деяких шанувальників колишніх Firebird.

### Двигуни
- 3,4 L L32 V6
- 3,8 L Buick V6
- 5,7 L LT1 V8
- 5,7 L LS1 V8

## Модифікація Trans Am

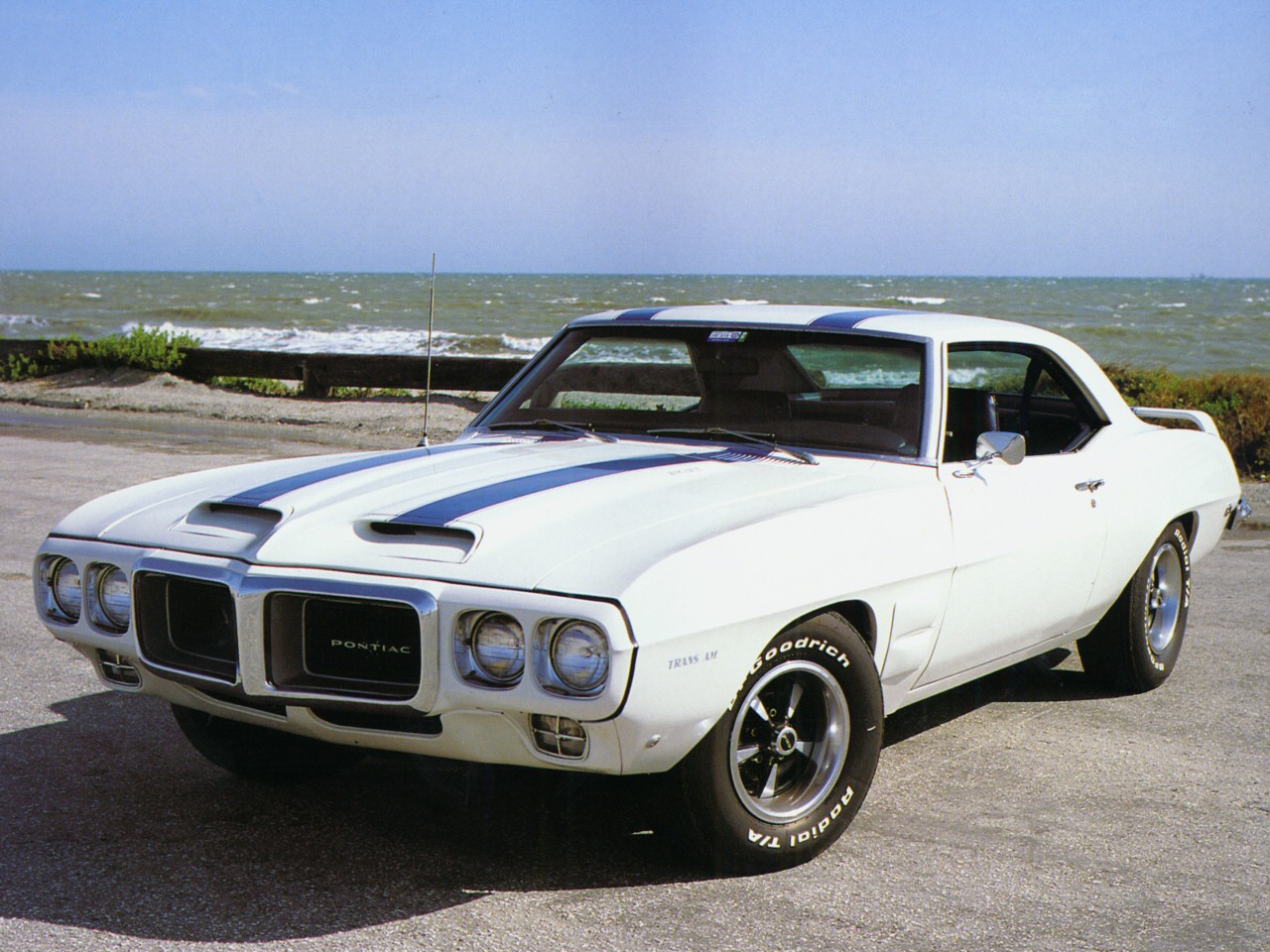
Pontiac Firebird Trans Am I
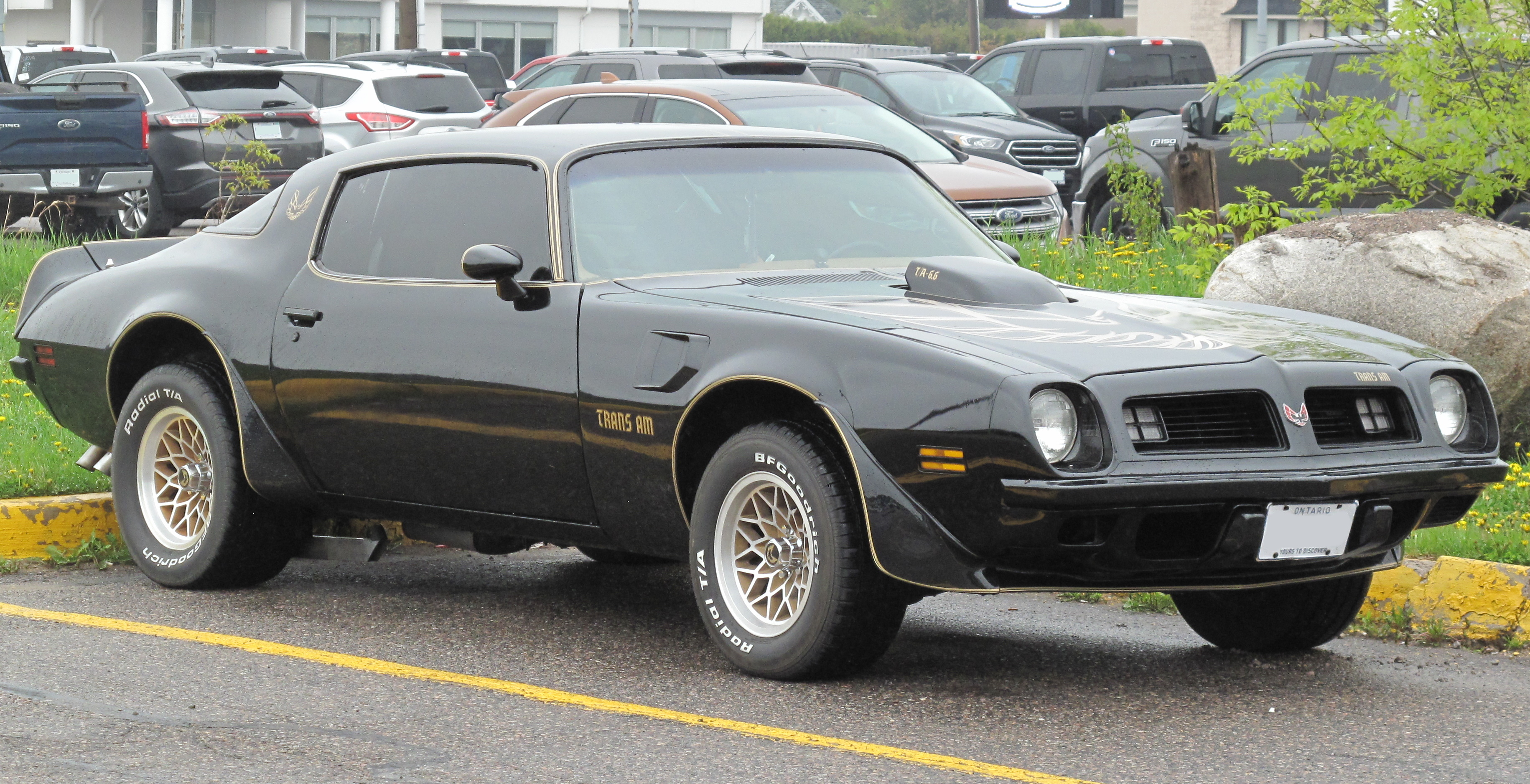
Pontiac Firebird Trans Am II
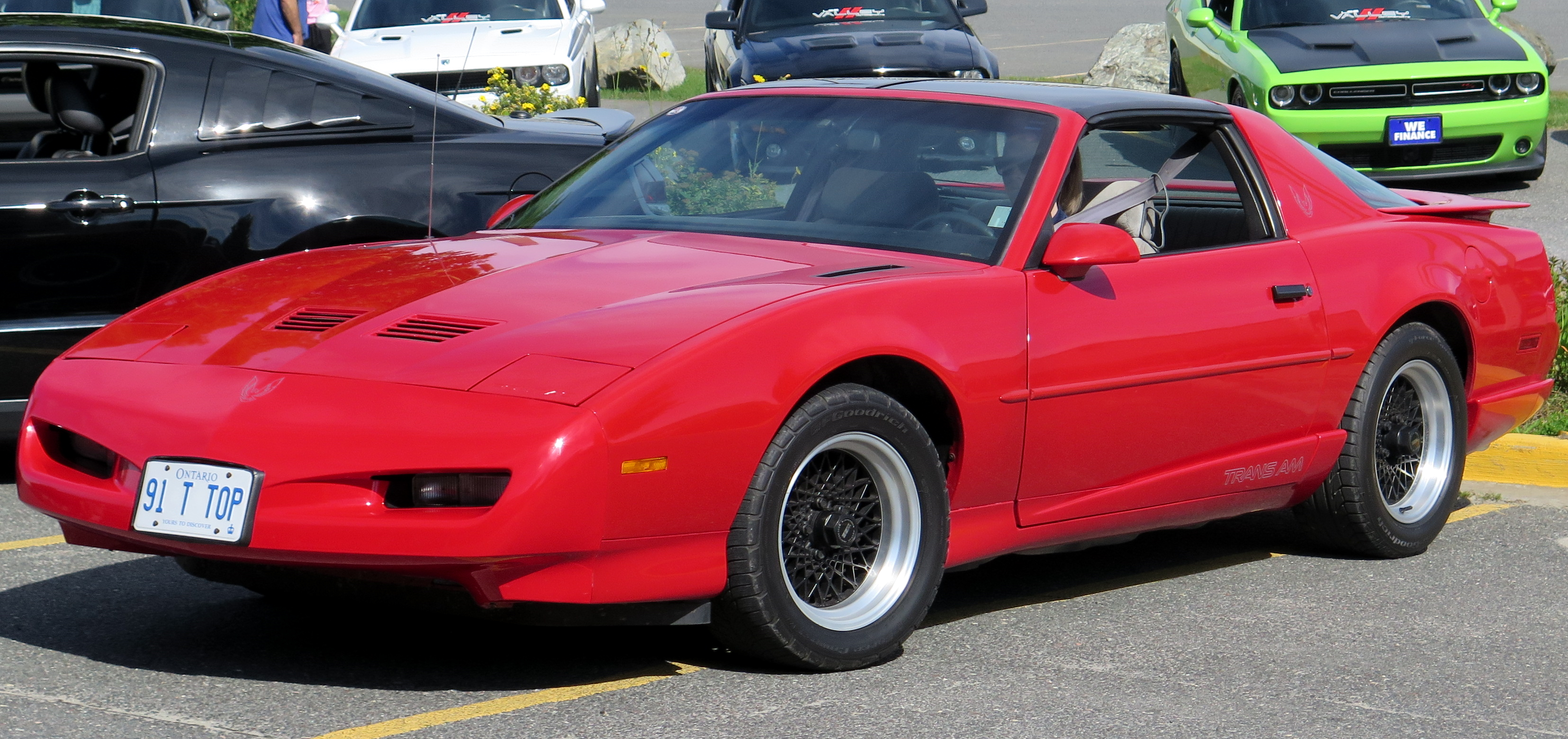
Pontiac Firebird Trans Am III
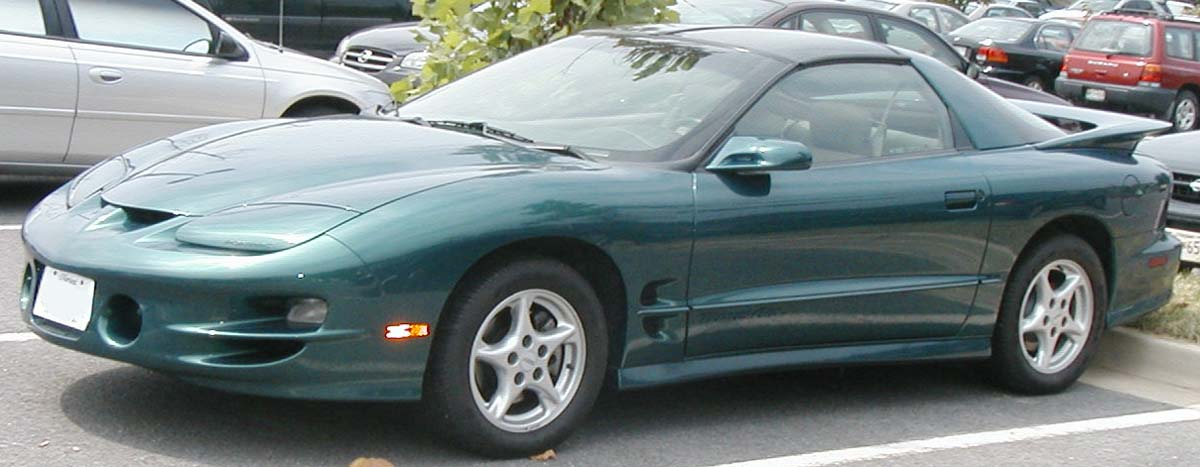
Pontiac Firebird Trans Am IV

Серед інших, Firebird мав модифікацію Trans Am. Ця модифікація покращувала рульове управління автомобіля, незначно зменшувала дорожній просвіт, піднімала потужність двигуна. Плюс до цього, Pontiac Trans Am відрізнявся і зовні: функціональні повітрозабірники на капоті, протитуманні фари, колісні диски — ось основні зовнішні відмінні риси цієї модифікації. Незважаючи на те, що Pontiac Trans Am припинив своє існування разом з припиненням випуску самого Firebird з 2002 року, база F-body продовжувала використовуватися в гоночних серіях IROC аж до 2006 року.